# Жизненный цикл документа

Жизненный цикл документа, состоящий из трех этапов: создание, обслуживание и удаление документа.

Под жизненным циклом документов в управлении документами понимаются следующие этапы на «протяжении жизни» документа: от его создания до хранения (в архиве) или уничтожения. Хотя существуют различные модели жизненного цикла документа, все они предусматривают создание или получение, обращение и удаление.

## Обзор
Фаза управления документами в жизненном цикле документа состоит из создания, классификации, обращения и удаления. Создание происходит во время получения информации в виде документа. Документы или их информация классифицируются в некоторой логической системе. Поскольку документы используются (обращаются), они требуют обслуживания. Удаление включает в себя уничтожение или передачу в архив для использования в будущем.
Затем следует вторая, архивная фаза, состоящая из выбора или получения документов архивами, описания документов в учетном аппарате, поисковом аппарате, и  хранения документов или, возможно, документированной информации. Исследователи и учёные могут продолжать ссылаться на информацию, содержащуюся в документах, и использовать её.

## Модель континуума
В 1930-х годах Эммет Лихи из Национального архива США сыграл главную роль в разработке программы для определения жизненного цикла документов от создания и использования до возможного уничтожения или архивного хранения.  Ричард Бернер из Вашингтонского университета предложил единую цель управления документами и архивов: «ответственное использование и администрирование документов, ведущее либо к санкционированному уничтожению, либо к сохранению и администрированию архивов».
Профессии управления документами и архивов, хотя и отличаются друг от друга, несомненно, работают для достижения одной и той же цели: эффективного управления задокументированной информацией на всех этапах континуума, от создания до удаления. Эффективное управление задокументированной информацией (то, что Бернер называет «ответственным использованием и администрированием записей») требует постоянного взаимодействия между менеджером документации и архивистом, чтобы:
- обеспечить создание нужных документов, содержащих нужную информацию, в нужном формате;
- организовать документы и проанализировать их содержание и значимость, чтобы облегчить их доступность;
- незамедлительно сделать их доступными для тех (администраторов и исследователей), кто имеет право и обязаны их видеть;
- систематически удалять документы, которые больше не требуются;
- защищать и хранить информацию столько времени, сколько она может понадобиться (при необходимости, всегда).

Позднее важный вклад внес Фрэнк Апвард и его разработка модели континуума документов.